# 野村利三郎
野村 利三郎（のむら りさぶろう、1844年（弘化元年） - 1869年5月6日（明治2年3月25日 (旧暦)））は、新選組隊士。姓は源、諱は義時。

## 経歴
美濃国大垣藩出身と言われるが定かではない。同藩士と口論の上決闘を行い、脱藩したと伝わる。入隊時期は不明だが、1868年（慶応4年）3月、五兵衛新田に屯集した新選組に野村の名前を見出すことが出来る。翌4月、下総流山で新選組局長近藤勇が新政府軍（官軍）へ出頭する際、付き添って共に新政府軍に捕縛された。その後、同月25日に近藤は処刑され、野村も一緒に処刑されるはずだったが、近藤の助命嘆願により、同じく捕らえられていた相馬主計と共に釈放された。
釈放後は相馬と行動を共にして幕府陸軍隊隊長春日左衛門の下に付く。奥羽越列藩同盟とともに常磐口で官軍と抗戦した。奥羽越列藩同盟壊滅後、仙台藩へ向かい、そのとき榎本武揚艦隊および土方歳三らと合流し、蝦夷地へ渡った。野村は新選組に復帰せず、陸軍隊の一隊を任されていたが、隊長春日の統率姿勢に不満を持ち、命令違反などのトラブルを起こす。蝦夷共和国成立後は、土方の直属である陸軍奉行添役に就任した。
1869年5月6日（明治2年3月25日（旧暦））、宮古湾海戦の際、回天丸に乗船していた野村は真っ先に甲鉄艦に斬り込んで行ったといわれているが、撤退に間に合わずに甲鉄艦上で戦死したため、新政府軍により遺体は海に棄てられたという。享年26。函館称名寺の新選組供養碑にその名が刻まれている。